# Fernando Cabrera
Fernando Cabrera é um músico uruguaio nascido em dezembro de 1956 no bairro Paso Molino de Montevidéu. Cabrera é um artista múltiplo: toca violão, canta, compõe, faz arranjos, escreve poemas, ensina e produz música. Participou em grande quantidade de espetáculos e gravações em carreira-solo, e também como integrante de grupos, arranjador e autor.

## Trajetória
Estudou música desde a infância, começando com o violão aos seis anos com a professora Porrati de Marín. Em seguida passou pelo Conservatorio Universitario no curso de Composição e Orquestração com Federico García Vigil, Graciela Paraskevaidis e Coriún Aharonián.
Fez sua estréia na cena musical uruguaia em 1977, integrando o trio Montresvideo con o qual grava un disco que leva o nome do grupo (Ayuí, 1980). Em 1982 se une ao grupo Baldío e edita um novo disco com o nome nombre do grupo (Sondor, 1983).
O começo de sua carreira-solo fica registrada em El viento en la cara (Ayuí, 1984). A partir de então se sucedem, entre materiais originais e antologias, cinco discos de vinil para distintos selos y seis compactos para a Gravadora Ayuí.
Durante esse tempo, entre uma infinidade de projetos, comparece ao Festival da Juventude (Moscou, 1985) e faz os arranjos do primeiro disco de Gustavo Nocetti (1986), Trabalha com Eduardo Mateo (1987), e se radica por um ano em La Paz, Bolívia, fazendo arranjos em gravações de músicos locais (1988). Posteriormente, edita o livro 56 canciones y un diálogo (entrevista de Alicia Migdal, Editora Trilce, 1992), e é premiado em festivais internacionais por suas músicas para o vídeo Tahití (1989) e para o longa-metragem El dirigible (1994). Fernando Cabrera está constantemente fazendo arranjos e gravando com outros músicos.

## Discografia
- 1981 - MonTRESvideo
- 1983 - Baldío
- 1984 - El viento en la cara
- 1985 - Autoblues
- 1986 - Buzos Azules
- 1987 - Mateo & Cabrera (con Eduardo Mateo)
- 1989 - El tiempo está después
- 1989 - Década
- 1993 - Fines
- 1994 - El Dirigible (Banda sonora original de la película)
- 1995 - Río
- 1995 - El tiempo en la cara (Recopilación)
- 1998 - Ciudad de la Plata
- 1999 - Tránsito (Recopilación)
- 2002 - Viveza
- 2004 - El tiempo está después (Recopilación)
- 2006 - Bardo